# Берёзкин, Михаил Фёдорович
Михаи́л (Марк) Фёдорович Берёзкин (1901, Каневский уезд, Киевская губерния — май 1951, Москва) — начальник ВВС СКВО, корпусной комиссар (1935), впоследствии репрессирован.

## Биография
Родился в бедной крестьянской семье. До 5 лет воспитывался дедом, а потом его забрали родители в Киев, где они в то время работали (мать — прислугой, отец — слесарем). В 16 лет окончил киевское высшее начальное училище и стал помогать отцу по слесарному делу. В начале 1917 года уехал к родственникам в Сибирь, где работал столяром и на рыбном промысле. В 1918 году вернулся в Киев и поступил учиться в железнодорожное училище.
В апреле 1919 года бросил учёбу в училище, вступил в РКП(б) и в мае 1919 года записался в Красную армию подрывником в 1-й Украинский червонный бронедивизион. В составе бронедивизиона участвовал в боях с войсками Петлюры, затем командир броневика «Победа». В августе 1919 года в Киеве пленён войсками Деникина, а после освобождения работал в Суражском уезде Гомельской губернии агитатором-организатором, а затем — политруком военного госпиталя. В 1920 году назначен помощником военкома киевского военного клинического госпиталя. В 1921 году — заместитель начальника по политической части 1-й отдельной бригады Киевского ВО. В апреле 1921 года — начальник организационной части политического отдела 44-й стрелковой дивизии, член партийной комиссии дивизии. В 1922 году — комиссар 132-го Донецкого стрелкового полка 44-й Киевской стрелковой дивизии. С конца 1923 до начала 1924 года работал в политическом управлении 5-й армии. В 1927—1929 годах — военком 45-й стрелковой дивизии. В 1930—1931 годах — военком стрелкового корпуса. В 1935—1936 годах — помощник начальника Управления ВВС РККА по политической части.
Голосовал за ленинградскую оппозицию[уточнить] в ходе 14-го съезда РКП(б) и на собрании партийного актива Володарского района. 26 января—10 февраля 1934 года делегат XVII съезда ВКП(б). В январе 1935 года получил строгий выговор с предупреждением «за скрытие участия в зиновьевской оппозиции» от партийной коллегии при Военно-политической академии имени Н. Г. Толмачёва. Управляющий отделением зерносовхоза «Бауман» Зааминского района УзбССР в 1936 году. Начальник политического управления Харьковского ВО в 1937 году. Командующий военно-воздушными силами Северо-Кавказского военного округа до осени 1937 года.
Уволен из РККА в октябре 1937 года. 15 декабря того же года арестован и до 15 февраля 1941 года находился под следствием в НКВД. Оправдан судом 15 февраля 1941 года и тогда же освобождён. 3 февраля 1942 года восстановлен в партии (партбилет № 4250856). С 1941 года — директор трикотажной фабрики «Красная Звезда» в Москве. Одновременно — пропагандист и агитатор Кировского РК ВКП(б).
Полностью оправданный судом корпусной комиссар М. Ф. Берёзкин многократно обращается в различные высшие органы с одной-единственной просьбой — поскорее восстановить его в кадрах Красной Армии и предоставить ему возможность в условиях войны применить на практике богатый запас знаний и навыков организаторской и воспитательной работы. Подобного содержания письма он направил: в 1941 году — народному комиссару обороны маршалу С. К. Тимошенко, командующему ВВС РККА генералу П. Ф. Жигареву и начальнику Главного политуправления Красной армии армейскому комиссару 1-го ранга Л. 3. Мехлису, в 1942 году — секретарям ЦК ВКП(б) Г. М. Маленкову и А. С. Щербакову, заместителю наркома обороны, армейскому комиссару 1-го ранга Е. А. Щаденко; в 1943 году — снова начальнику ГлавПУРа (дважды), секретарю ЦК ВКП(б) И. В. Сталину. Не надеясь больше получить командного поста писал:
«…Если я не могу служить в армии на командно-политической работе, прошу вас разрешить принять меня рядовым бойцом. Мне 42 года, возраст призывной…»
При этом Марк Фёдорович не настаивал именно на политической работе, напоминая об опыте командной деятельности в войсках, а также что в своё время на «отлично» сдал курс вождения танков БТ, Т-26 и Т-27. Но всё безрезультатно!
С 23 декабря 1943 года — исполняющий обязанности начальника управления Гражданского воздушного флота Азербайджанской ССР, в 1944—1945 годах — начальник этого управления. В 1945—1947 годах — заместитель начальника Управления капитального строительства ГВФ СССР, заместитель начальника Управления материально-технического снабжения ГВФ СССР. С 1947 до 1951 годы — начальник Красноярского управления ГВФ СССР.

## Воинские звания
- корпусной комиссар, 20 ноября 1935.[6][7]
- подполковник, 23 декабря 1943.
- полковник.